# Zelená Hora (zámek)
Zelená Hora je hrad přestavěný na zámek na severní straně nad Nepomukem na území obce Klášter v Plzeňském kraji. Od roku 1963 je chráněn jako kulturní památka.

## Historie
Na místě hradu původně stával pouze opevněný kostel postavený nejspíše v sedmdesátých či osmdesátých letech třináctého století. Je možné, že opevnění kostela vzniklo až roku 1419, kdy kopec opevňoval Mikuláš z Husi, který horu pojmenoval Olivetskou. Roku 1420 bylo toto opevnění dobyto Bohuslavem ze Švamberka. Hrad, který se stal předchůdcem zámku, nechal postavit až po husitských válkách Hynek Krušina ze Švamberka.

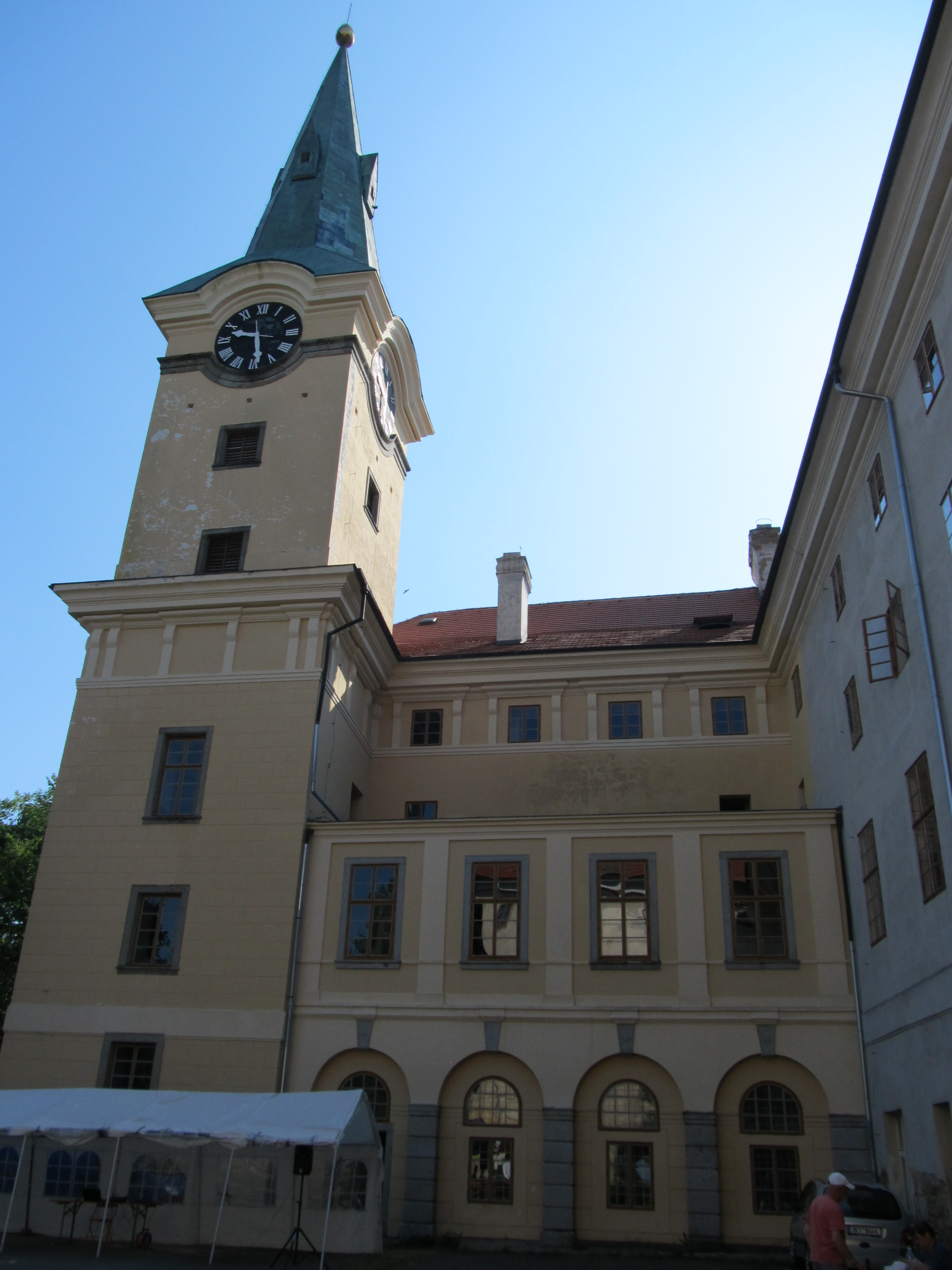
Nádvoří s věží

Pravděpodobně ještě před rokem 1464 držel Zelenou Horu Zdeněk ze Šternberka. Dne 28. listopadu 1465 se zde konalo setkání českých pánů, kteří byli v opozici k českému králi Jiřímu z Poděbrad, a zformovali zde tzv. zelenohorskou jednotu. Po roce 1529 král zapsal hrad Zdeňku Lvovi z Rožmitálu. Již roku 1536 však drží hrad znovu Šternberkové.
Původní hrad byl v letech 1669–1696 přestavěn rodem Šternberků na barokní zámek, v jehož areálu býval poutní kostel Nanebevzetí Panny Marie. Od roku 1726 byl ve vlastnictví Martinicům a pak od roku 1784 Colloredo-Mansfeldů. V letech 1852 až 1931 byl zámek ve vlastnictví rodu Aueršperků, poté jej zakoupili manželé Plavcovi a roku 1938 se stal majitelem Karel Blažek. Protože nezaplatil státu převodní poplatky, připadl zámek do majetku státu. Do roku 1947 byly pro veřejnost otevřeny zámecké sbírky. Po roce 1948 sloužil armádě a byl sídlem pomocného technického praporu. V roce 1990 areál opustila československá armáda a v roce 1992 zámek převzala obec Klášter, která ho postupně rekonstruuje.
V roce 2021 bylo mezi obcí Klášter, Ministerstvem kultury, Plzeňským krajem a dalšími institucemi podepsáno memorandum, podle kterého mělo být zajištěno postupné zrekonstruování památky do podoby odpovídající jejímu významu, včetně vzniku expozice připomínající komunistickou totalitu.
Na jaře roku 2025 se zámek objevil k prodeji v nabídce realitní kanceláře. Dle vyjádření starosty není ve finančních možnostech obce se o zámek postarat. Krokem obce bylo překvapeno jak Ministerstvo kultury, tak Plzeňský kraj jako hlavní signatáři zmíněného memoranda. Podle radního Plzeňského kraje pro kulturu Libora Picky jde o neseriózní a nečekaný krok. Proti prodeji do soukromých rukou byla rovněž zorganizována petice. V červenci 2025 obec Klášter ze zájemců vybrala českou společnost Klaus Timber, která je výrobcem dřevěných palet.

## Stavební podoba

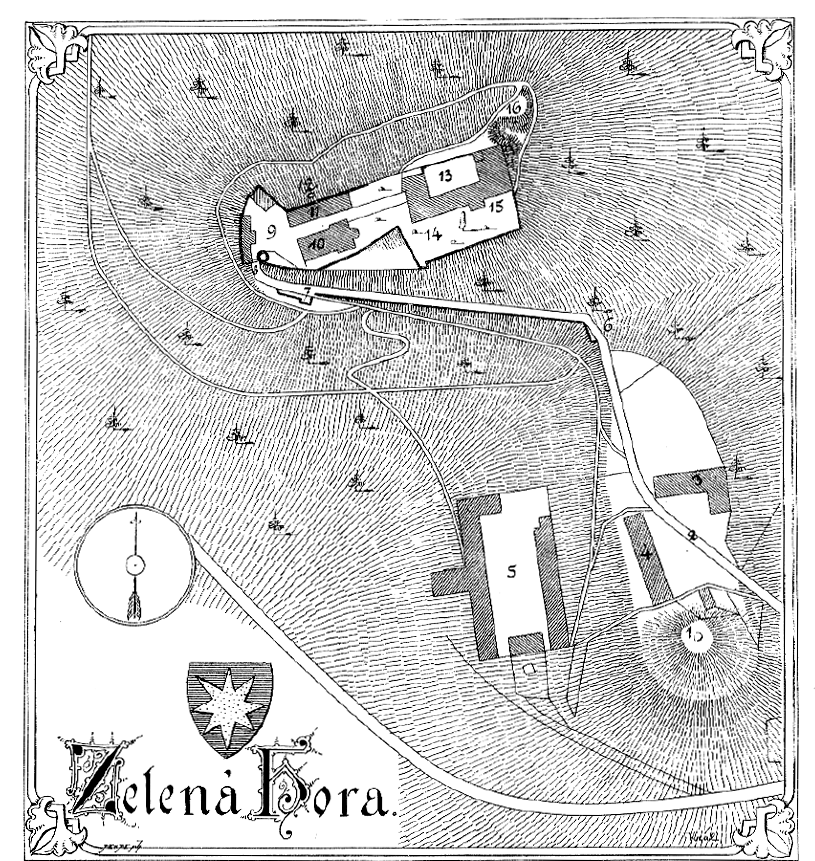
Půdorys zámku od Vojtěcha Krále publikovaný roku 1893

Podoba gotického hradu byla výrazně pozměněna při zámecké přestavbě. Hrad býval dvoudílný, přičemž v prostoru hradního jádra stojí hlavní zámecká budova, jejíž zdivo obsahuje fragmenty starších staveb. Lépe se dochovaly stavby v bývalém předhradí. Jeho součástí byl zřejmě starší kostel Nanebevzetí Panny Marie a okrouhlá věž, která chránila vstupní bránu. Nejspíše ve druhé polovině patnáctého století bylo opevnění hradu rozšířeno o předsunutou okrouhlou dělostřeleckou baštu na úpatí kopce. Tvořila ji okrouhlá věž chráněná hradbou s kasematy.

## Zajímavosti
- Madoně Šternberské z bývalého poutního kostela Nanebevzetí Panny Marie byla zasvěcena 36. kaple Svaté cesty z Prahy do Staré Boleslavi, která byla založena jezuity v letech 1674–1690. Originál sochy ze Zelené Hory je dnes ve Vídni ve františkánském kostele svatého Jeronýma nedaleko Dómu svatého Štěpána.
- V roce 1817 byl na zámku údajně nalezen Rukopis zelenohorský. To však nebylo veřejně známo až do roku 1859, do té doby se proto podle obsahu rukopis nazýval Libušin soud.
- Na zámku se odehrává děj proslulého a úspěšně zfilmovaného románu Miloslava Švandrlíka Černí baroni.[13]